# Ediger-Eller
Ediger-Eller est une municipalité allemande située dans le land de Rhénanie-Palatinat et l'arrondissement de Cochem-Zell.
Elle est située sur les rives de la Moselle, au pied du mont Calmont et a une activité viticole. Elle héberge le vignoble le plus abrupt au monde (378 m.)
Diverses pièces archéologiques attestent que le lieu est occupé depuis l'époque celte. Au Ve siècle, elle est le siège d'un monastère mérovingien consacré à St Fridolin.
Enjambant la Moselle, le chemin de fer de la vallée de la Moselle pénètre le massif pour ressortir à Cochem, formant le plus long tunnel ferroviaire d'Allemagne (1987 ; longueur : 4205 m)